# Casa Eusebi Vidal
La Casa Eusebi Vidal és un edifici del municipi de Figueres (Alt Empordà) que forma part de l'Inventari del Patrimoni Arquitectònic de Catalunya. El 1927 està documentat que es demanà el permís d'obres a l'Arxiu Arquitectònic de l'Ajuntament de Figueres. Situat al carrer al costat de la plaça del Gra i darrere l'Asil Vilallonga. Edifici urbà d'habitatge i taller; amb arquitectura típica de mestre d'obres. La planta baixa té accés al taller (actualment convertit en garatge) i un portal lateral de pujada al pis, que presenta un balcó i una finestra. Per sobre trobem una motllura, i un espai a modus de fris amb forats de ventilació i una cornisa superior.